# Parafia Wszystkich Świętych w Siennowie
Parafia Wszystkich Świętych w Siennowie – parafia rzymskokatolicka, znajdująca się w archidiecezji przemyskiej, w dekanacie Przeworsk II.

## Historia
W 1390 roku została erygowana parafia w Siennowie. W 1396 roku Jan Sienko kasztelan lwowski, zbudował i uposażył drewniany kościół. W 1583 roku Piotr Gorajski zamienił kościół na zbór protestancki. W 1637 roku bp Piotr Gembicki wykupił kościół od Katarzyny Słupeckiej z Wronowa, a w 1639 roku wydał nowy przywilej uposażenia parafii.
W 1676 roku Maria z Gorajskich Ożarowska zbudowała nowy kościół drewniany pw. Wszystkich Świętych. W 1774 roku bp Wacław Hieronim Sierakowski konsekrował kościół. W trakcie gruntownego remontu w 1869 zlikwidowano obiegające kościół soboty i dostawiono obszerną kruchtę od zachodniej.
W 1914 roku rozpoczęto przygotowania do budowy nowego kościoła, które przerwał wybuch I wojny światowej. Kolejne starania przerwał wybuch II wojny światowej. W latach 50. XX wieku po raz trzeci starania przerwały władze komunistyczne. 
10 sierpnia 1999 roku na świątynię runął pomnikowy dąb. Całkowicie rozpadł się wówczas m.in. dach prezbiterium, runął fragment wschodniej ściany szczytowej zakrystii, a zrębowe ściany kościoła odchylone zostały od pionu o blisko 1 m. Kościół został uratowany przed całkowitą zagładą dzięki natychmiastowej akcji zabezpieczającej, przeprowadzonej przez parafian. Gruntowne prace remontowe przeprowadzono jeszcze w 1999 roku.
W 1988 roku po raz czwarty podjęto myśl o budowie nowego kościoła. 1 listopada 2000 roku o. Jan Kanty Bartnik poświęcił plac pod budowę kościoła. W czerwcu 2001 roku rozpoczęto budowę murowanego kościoła, według projektu arch. Edwarda Makowieckiego. 30 czerwca 2002 roku abp Józef Michalik wmurował kamień węgielny. 1 listopada 2014 roku abp Józef Michalik dokonał konsekracji kościoła.
Proboszczowie parafii:
ks. Feliks Pniewski.
ks. Jakub Kluczycki (administrator excurrendo z Pantalowic).
1854–1899. ks. Tomasz Kowalski.
1899–1900. ks. Józef Grzywa (administrator).
1900–1933. ks. Andrzej Jarosz.
1933–1958. ks. Tomasz Żarów.
1958–?. ks. Czesław Prajzner (administrator).
1960–?. ks. Stanisław Rączka (administrator).
1981–?. ks. Edward Banaś.
1998– nadal ks. Leszek Gruszecki.

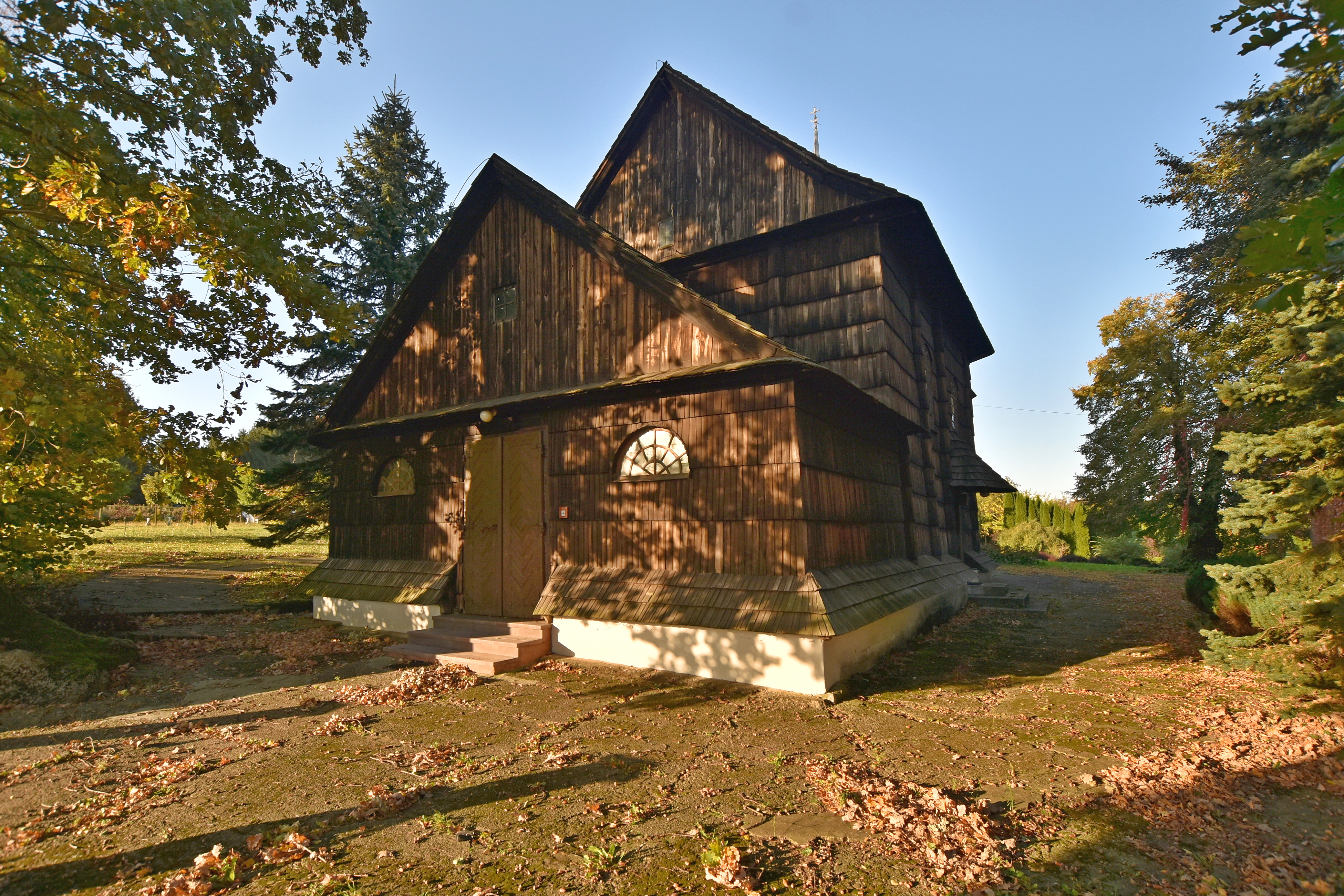
Zabytkowy kościół drewniany w Siennowie
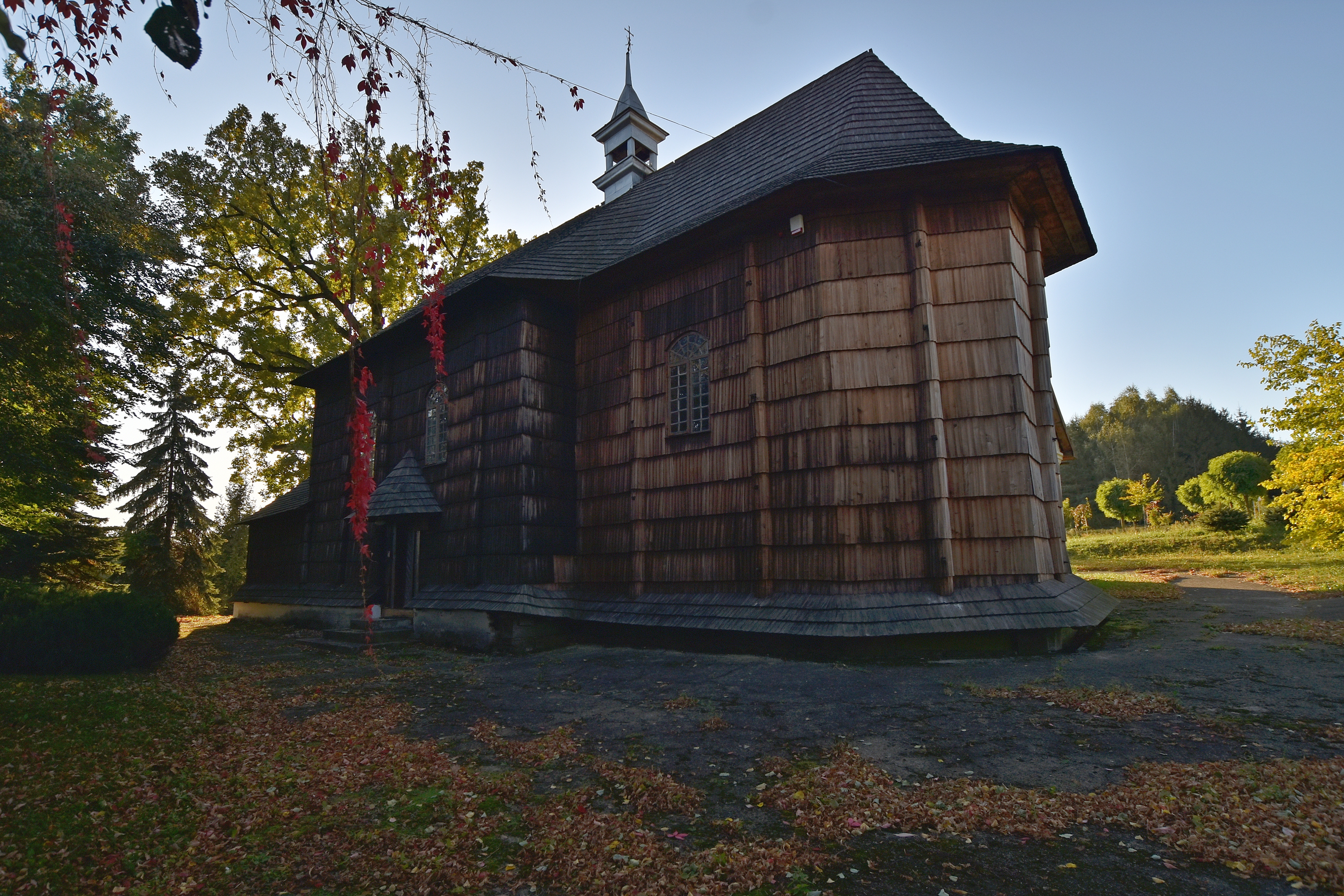
Zabytkowy kościół drewniany w Siennowie